# 绣线菊族
绣线菊族（Spiraeeae）是蔷薇科的一个族，属于桃亚科。  包含的属有：假升麻属（Aruncus）、绣珠梅属（Holodiscus）、莲座梅属（Kelseya）、鸡爪梅属（Luetkea）、金刚梅属（Pentactina）、岩绣菊属（Petrophytum）、鲜卑花属（ Sibiraea）、绣线菊属（Spiraea）、旱绣菊属（Xerospiraea）。